# Sövestad
Sövestad ist ein Dorf (tätort) in der Gemeinde Ystad in Schonen (Schweden). Im Jahr 2015 lebten im Ort 373 Menschen. Sövestad liegt nördlich von Ystad.

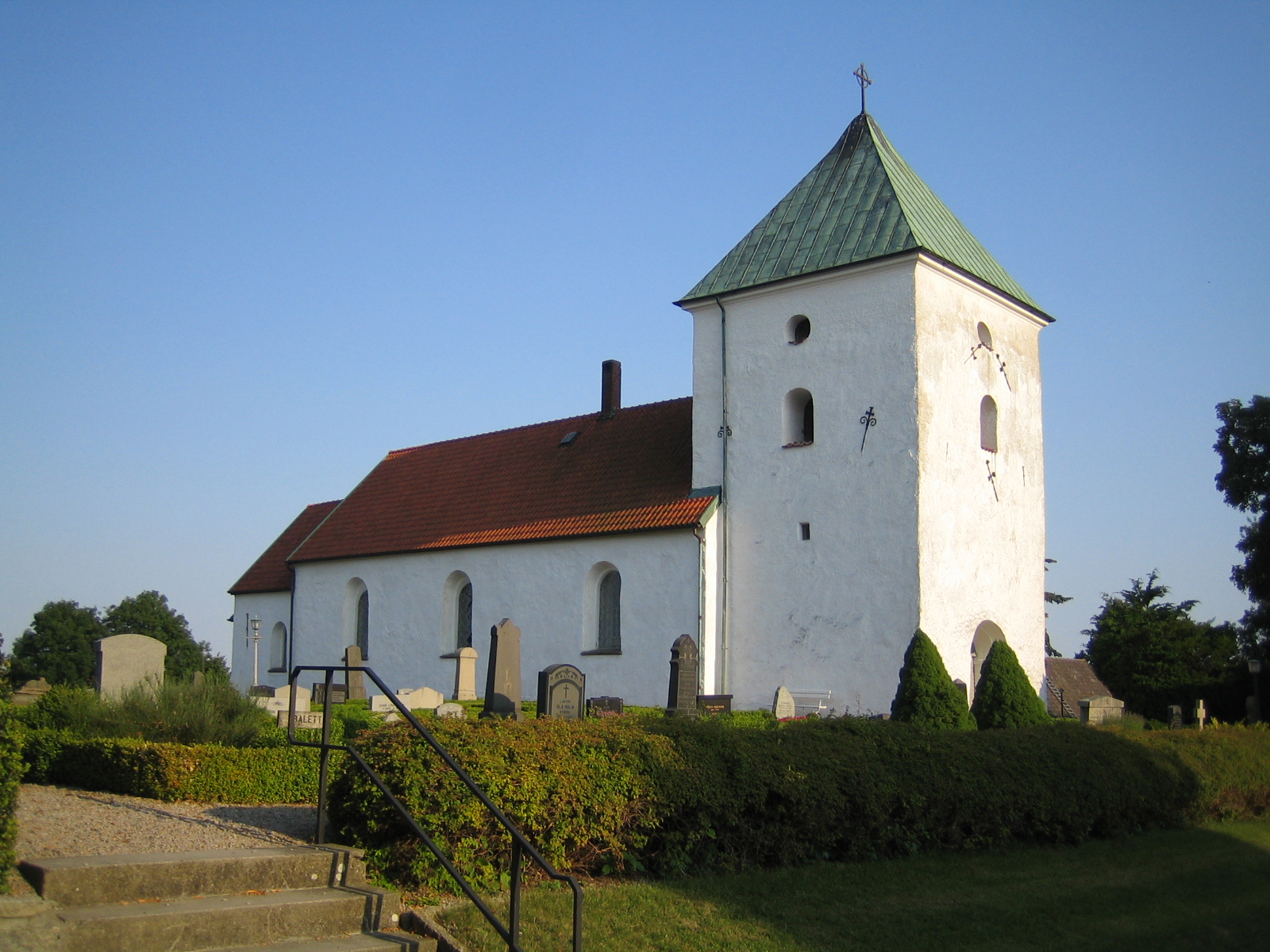
Kirche in Sövestad